# Вусач хатній сірий
Вуса́ч ха́тній сі́рий (лат. Hylotrupes bajulus (Linnaeus, 1758) = Callidium affine Seven, = Cerambyx caudatus DeGeer, 1775 = Hylotrupes inaequalis Casey, 1924 = Hylotrupes incertus Casey, 1924 = Hylotrupes inequalis Casey, 1924 = Hylotrupes koziorowiczii Desbrochers) — вид жуків з родини вусачів.

## Поширення
H. bajulus є голарктичним видом широко розповсюдженим у Європі, Північній Азії та Північній Америці. Нині завезений також у Африку, Південну Америку, Австралію та низку острівних країн. В Карпатському Єврорегіоні – звичайний, особливо для передгір’їв та височин, часто трапляється в населених пунктах, де використовують деревину хвойних з метою будівництва. 

## Екологія
Жуки активні надвечір, в сутінках. Дорослі комахи не живляться. Літ триває з червня по серпень. Личинки розвиваються у сухій деревині хвойних, перетворюючи її на тирсу.

## Морфологія

### Імаго
H. bajulus належить до вусачів середнього розміру. Довжина його тіла коливається від 7 до 22 мм. Голова невелика. Очі глибоко виїмчасті. Вусики тонкі, ледве досягають середини надкрил, їх 3-й членик довший за 4-й і 5-й. Передньоспинка поперечна, з блискучими мозолями на диску, вкрита густими сірими волосками. Надкрила часто бурого, але здебільшого чорного забарвлення з однією-двома світлими волосяними перев’язями; вкриті темними волосками. Ноги з невеликим зубчиком при основі. Передньогрудний відросток плоский і дуже широкий. Передні тазики широко розставлені.

### Личинка

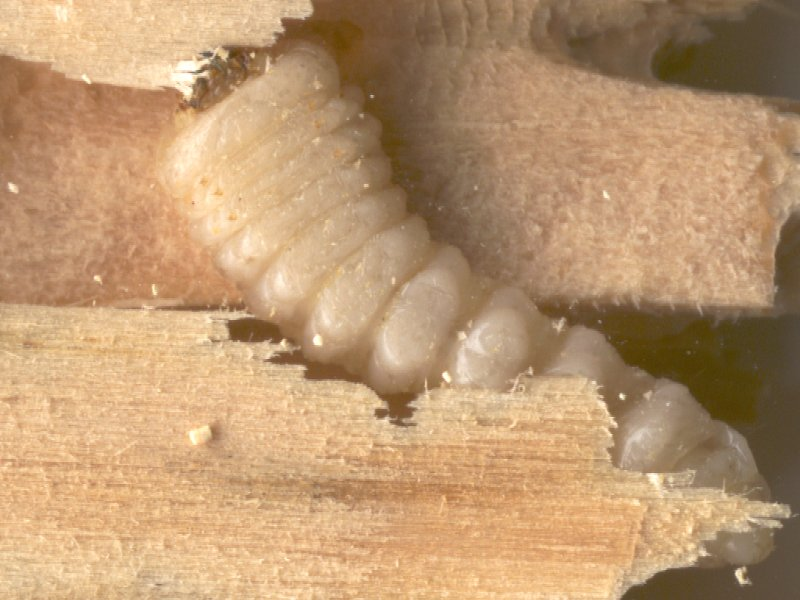
Личинка Вусача хатного сірого

Голова личинки велика, бура, з ямками і цятками на передньому краю капсули. Епістом вузький. Верхні щелепи чорні, блискучі, із закругленою вершиною. Вусики короткі. Вічка чіткі, розташовані по 3 напроти основи вусиків. Основа пронотуму в поздовжніх штрихах, попереду в грубих цятках. Спинні мозолі черевця зі слабким поздовжнім заглибленням, в ніжних складочках і горбиках. Ноги короткі. Тіло в довгих волосках. 

## Життєвий цикл
Життєвий цикл триває від двох до чотирнадцяти років.